# Universitat de Deusto
La Universitat de Deusto —Deustuko Unibertsitatea (basc)— és una universitat regida per la Companyia de Jesús en el barri de Deusto de la ciutat de Bilbao (País Basc). També té un campus de menor grandària a Sant Sebastià.

## Inicis

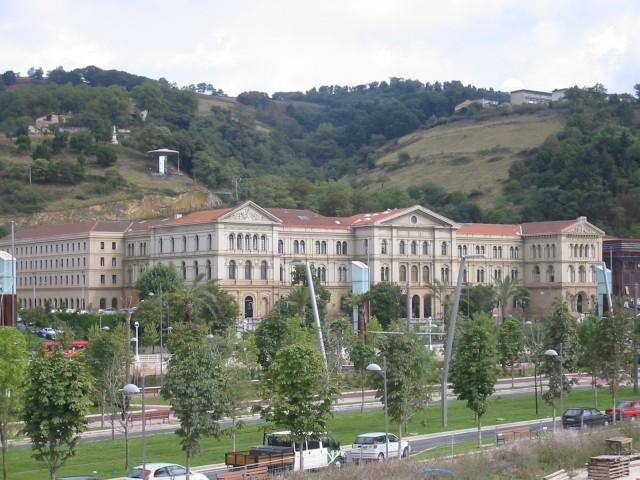
Edifici central de la Universitat de Deusto, on es fan estudis de dret

Fundada en 1886 pels Jesuïtes, va contribuir, en l'àmbit educatiu, al desenvolupament industrial de la regió del Gran Bilbao, sent des dels seus orígens una universitat amb prestigi en tot Espanya. Actualment el seu rector és José María Guibert Ucín, S.J.

## Edificis representatius
El Campus de Bilbao es compon de diversos edificis, entre ells:
1. L'edifici de La Literària, el més antic, on s'imparteixen els estudis de dret, amb títol propi d'Especialitat Econòmica.
2. L'edifici de la Universitat Comercial (La Comercial), fundada per la Fundación Vizcáina Aguirre, que alberga els estudis d'administració i direcció d'empreses.
3. L'edifici del Centenari o FICE (annex a la Literària), on s'imparteixen estudis de ciències de l'educació, com les carreres d'educació social i psicologia.
4. i finalment, L'edifici d'ESIDE (Estudis Superiors d'Enginyeria de Deusto), dedicat a alumnes d'estudis de noves tecnologies, com enginyeria en informàtica, telecomunicacions, automàtica i electrònica, i organització industrial.

## Grups d'investigació

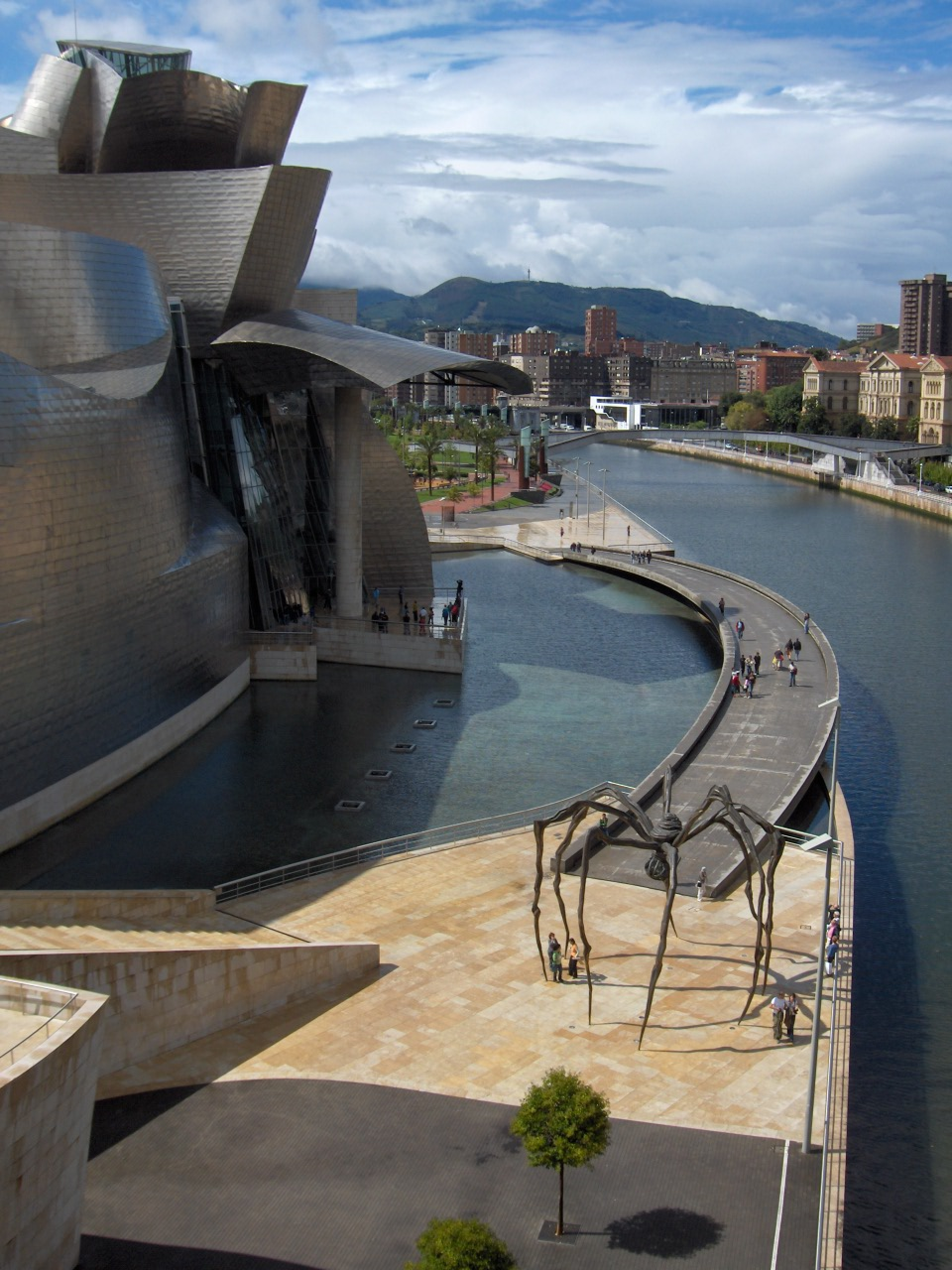
Museu Guggenheim (Bilbao) i la Universitat de Deusto cara a cara en els marges de la Ria, units per la passarel·la Pedro Arrupe

Entre els grups d'investigació d'aquesta universitat destaquen:
1. MoreLab
2. Institut d'Estudis Bascs.
3. Drets humans.
4. Estudis d'oci.
5. Drogodependències.
6. DELi.
7. Seminari Alfonso Irigoien.
8. Fonetiker.
9. Laboratori de Psicologia de l'Aprenentatge, entre d'altres.

En la pàgina web de la fundació es pot accedir al Catàleg d'Oferta Científica de la Universitat, on es troben tots els equips d'investigació actualitzats.

## Professorat i alumnes
Hi han impartit classes Javier Elzo, Andrés Ortiz-Osés, Albert Dou Mas de Xexàs, José María Lidón, Xabier Arzalluz, Fernando Lamikiz i Carlos Sobera.
Entre els alumnes que han passat per aquesta universitat en les seves més de 100 anys d'història es troben coneguts personatges de la vida espanyola i basca com Gerardo Diego, Manuel de Irujo, Agustín Rodríguez Sahagún, Sabino Fernández Campo, José Félix de Lequerica Erquiza, Joaquín Almunia, Antonio Garrigues Walker, Carlos Garaikoetxea, José Antonio Ardanza, Fernando Buesa Blanco, José María de Oriol y Urquijo, Joseba Sarrionaindia, Federico Paternina, Emilio Botín, Emilio Ybarra Churruca, José Ángel Sánchez Asiaín, Espido Freire, Álex de la Iglesia, Mario Conde, Pedro Luis Uriarte, Iratxe Ibarra, Lorea Bilbao, Igone Etxebarria, José Ortega y Gasset.
No obstant això, segons la Universitat, el personatge més rellevant de la seva història no ha estat ni un alumne ni un professor, sinó un porter i sagristà, el beat Blas Francisco María Gárate.